# 13256 Marne
A 13256 Marne (ideiglenes jelöléssel (13256) 1998 OZ14) a Naprendszer kisbolygóövében található aszteroida. Eric Walter Elst fedezte fel 1998. július 26-án.